# Herb gminy Perlejewo
Herb gminy Perlejewo – symbol gminy Perlejewo, autorstwa Kamila Wójcikowskiego i Roberta Fidury, ustanowiony 29 lutego 2024.

## Wygląd
Herb przedstawia na tarczy w polu czerwonym łękawicę srebrną, pod którą trzy kamienie złote, dwa nad jednym. Herb nawiązuje do herbów fundatorów dwóch średniowiecznych parafii mających ośrodki na terenie gminy. W 1407 roku bracia Leszczyńscy z Leszczki herbu Abdank ufundowali kościół pw. Trójcy Przenajświętszej, Ciała Chrystusowego, Wniebowzięcia NMP i Wszystkich Świętych w Perlejewie (obecnie Parafia Przemienienia Pańskiego w Perlejewie). W 1491 roku rodzina Wesztortowiczów (Katarzyna razem z synem Janem Miszkowiczem) herbu Sulima ufundowała w Grannem pierwszy kościół pw. św. Mikołaja, Wniebowzięcia NMP, św. Jana Chrzciciela oraz św. Stanisława Biskupa i Męczennika. To do ich herbów nawiązali twórcy herbu gminy Perlejewo.